# لويس أندروز
لويس أندروز (Lois Andrews) ( 1924-1968م) ممثلة أمريكية. ولدت في هنتنغتون بارك في كاليفورنيا.
اسمها الأصلي «لورين غورلي»، ومثلت ادورا في أفلام في الأربعينات والخمسينات. تزوجت «جورج جيسل» بين عامي 1940 و 1943 م، وأنتج لها عددا من الأفلام مثلت فيها أدوارا ثانوية، منها فيلم «قابلني بعد العرض» 1951م. ثم تزوجت من الممثل «ستبف برودي» في عام 1946م، وظلت معه حتى وفاتها عام 1968م. انجبا طفلا أصبح لاحقا ممثلا ومخرجا سينمائيا هو «كيفن برودي». توفيت بسرطان الرئة عن عمر 44 سنة.

## روابط خارجية
- لويس أندروز على موقع IMDb (الإنجليزية)
- لويس أندروز على موقع أول موفي (الإنجليزية)
- لويس أندروز على موقع قاعدة بيانات برودواي على الإنترنت (الإنجليزية)
- لويس أندروز على موقع قاعدة بيانات الأفلام السويدية (السويدية)
- لويس أندروز على موقع قاعدة بيانات الفيلم (الإنجليزية)